# FC Sint-Jozef SK Rijkevorsel
FC Sint-Jozef SK Rijkevorsel is een Belgische voetbalclub uit Rijkevorsel. De club is aangesloten bij de KBVB met stamnummer 727 en heeft blauw-wit als clubkleuren.

## Geschiedenis
De club sloot zich in 1924 aan bij de Belgische Voetbalbond en kreeg bij de invoering van de stamnummers in 1926 het nummer 727 toegekend. Sint-Jozef SK ging er in de gewestelijke reeksen spelen.
Sint-Jozef Rijkevorsel bleef decennialang in de provinciale reeksen spelen, tot men in 1970 voor het eerst de nationale reeksen bereikte. Men eindigde er het eerste seizoen in Vierde Klasse als 11de in zijn reeks en kon zich zo handhaven. Het volgend seizoen herhaalde men dit resultaat. In het derde seizoen eindigde men echter als op twee na laatste in zijn reeks, en zo zakte men in 1973 terug naar Eerste Provinciale.
Sint-Jozef SK Rijkevorsel kon niet de volgende jaren niet meer terugkeren in de nationale reeksen. Men zakte in de provinciale reeksen nog verder weg naar Tweede en Derde Provinciale, en zakte zelfs even tot in Vierde Provinciale.